# حصار دلهي
في عام 1857 قامت القوات البريطانية بحصار على مدينة دلهي التي كان يتحصن با حوالي 30 الف من الهنود الثائرين، ولقد انتهى الحصار بعدما سيطرت القوات البريطانية على المدنية أخيرا بعد ارتكابها لمجازر عظيمة ضد السكان العزل.

## اندلاع الانتفاضة
بعد سنوات عدة من التوتر المتزايد بين صفوف السيبوي (الجيش الهندي) التابع للجيش البنغالي لشركة الهند الشرقية البريطانية، ثار السيبوي في ميروت، على بعد 43 ميلًا (69 كيلومتر) شمال شرق دلهي علنًا على ضباطهم البريطانيين. كانت النقطة التي أججت الخلاف هي إدخال بندقية إنفيلد طراز 1853. يعتقد إلى حد بعيد أن خراطيش هذه البندقية دهنت بمزيج من دهون الأبقار والخنازير، وأن عضها مفتوحة عند تحميل البندقية (كما هو مطلوب في كتب التدريب) ينتهك حرمة أو يدنس الجنود الهندوس والمسلمين على السواء.
رفض 85 رجلا من سلاح فرسان البنغال الثالث المتمركزين في ميروت قبول استخدام خراطيش أسلحتهم. في 9 مايو سنة 1857، حكم عليهما بالسجن لفترات طويلة وجرجروا بالأصفاد أمام الفوجين البريطاني والبنغالي في الحامية العسكرية. في مساء اليوم التالي، تمرد جنود من الفوج البنغالي (سلاح الفرسان الثالث، سلاح المشاة الحادي عشر والعشرين)، فأطلقوا سراح الجنود المسجونين وقتلوا ضباطهم البريطانيين والعديد من المدنيين البريطانيين في معسكرهم.
هوجم كبار الضباط البريطانيين في ميروت على حين غرة. رغم علمهم بالسخط الذي يلقونه بين صفوف الجيش البنغالي بعد اندلاع الاضطرابات في بيرهامبور وباراكبور وأمبالا في وقت سابق، افترضوا أن وحدات البنغال في ميروت، حيث كانت نسبة القوات الأوروبية إلى القوات الهندية أكبر من أي مكان آخر في الهند، لن تجازف بالقيام بتمرد صريح. كانوا محظوظين لعدم وقوع كارثة ضدهم. دخلت الأفواج البنغالية في ثورة يوم الأحد عندما كانت القوات الأوروبية تتحضر للذهاب إلى الكنيسة مساءً دون أسلحة. نظرًا لارتفاع حرارة الجو في الصيف، جرت المراسيم الكنسية في 10 مايو بعد مرور نصف ساعة على الموعد الذي كانت عليه في الأسابيع السابقة، وبعد اندلاع الثورة، لم تكن القوات البريطانية قد غادرت ثكناتها بعد وكان بإمكانهم حشد قواتهم وتسلحهم بسرعة.:82–90
إلى جانب الدفاع عن ثكناتهم ومخازن أسلحتهم، لم يتخذ القادة البريطانيون في ميروت أي إجراء يذكر، ولم يقوموا حتى بإخطار الحاميات أو المخافر المجاورة. (تم قطع خط التلغراف، ولكن كان بإمكان المبعوثين الوصول بسهولة إلى دلهي قبل الجيش الهندي، ذلك في حال أرسالهم على الفور). عندما احتشدوا مع القوات البريطانية في المعسكر واستعدوا لتفريق الجيش الهندي في 11 مايو، وجدوا أن ميروت كانت هادئة، وأن الجنود الهنود قد توجهوا إلى دلهي.

### استيلاء الثوار على دلهي
كانت دلهي عاصمة إمبراطورية المغول، والتي تضاءلت إلى حد كبير على مدى القرن الماضي. أخبرت شركة الهند الشرقية الإمبراطور بهادور شاه الثاني، البالغ من العمر حينها إثنين وثمانين هامًا، أن لقبه سيموت معه. في ذلك الحين، لم تكن دلهي مركزًا رئيسيًا لإدارة شركة الهند الشرقية بالرغم من أن مسؤولي الشركة سيطروا على الشئون المالية والمحاكم في المدينة. عاش البريطانيون مع عائلاتهم في «خطوط مدنية» (مدن خاصة بالبيض) إلى الشمال من المدينة.
ولم تكن هناك وحدات من الجيش البريطاني أو وحدات «أوروبية» تابعة لقوات شركة الهند الشرقية في دلهي. تمركزت ثلاثة أفواج من جيش المشاة البنغالي (الأفواج 38 و 54 و 74) على بعد ميلين (3.2 كيلومترًا) إلى الشمال الغربي من المدينة. وضعوا حراسًا وفرق عمل وغيرهم بمبنى «الحرس الرئيسي» داخل الجدران القريبة من بوابة كشمير موزعين على المحيط الداخلي للجدران، وأيضًا مستودع الأسلحة في المدينة وغيرها من المباني. من قبيل المصادفة، عندما خرجت الأفواج في استعراض باكر من صبيحة يوم 11 مايو، قرأ عليهم الضباط أمرًا عامًا يعلن فيه اغتيال الجندي الهندي مانغال باندي، الذي حاول بدء تمرد بالقرب من براكبور في وقت سابق من هذا العام، وحل كتيبته (كتيبة المشاة البنغالية 34). سمعت حينها وشوشات بين صفوف الجنود.:96

## بداية الحصار
في عام 1857م وصلت مجموعة الثوار إلى دلهي حيث انضمت إليهم الحامية الهندية هناك واستطاعوا السيطرة على المدينة، اما القوات البريطانية فقد كانت ردة فعلهم بطئية بسبب توزع وتشتت الكتائب البريطانية في المدن والأراضي الهندية المحتلة، حيث قام سير جون لورناس المفوض البريطاني في البنجاب بإرسال قوة عسكرية بريطانية تقدر بـ 3500 جندي بريطاني، وتولى قيادة الجيش سير هنري بارنارد، وما ان وصلت القوات البريطانية حتى استطاعت السيطرة على التلال المطلة على مدينة دلهي، ولكنها فشلت بمحاولة دخول المدينة بسبب قوة الثوار الذين يقدر عددهم بحوالي 35 الف ثائر و 45 مدافعا بالإضافة إلى 114 مدفع مركزة على أسوار المدينة.

## بداية المعركة
عندما علم المفوض البريطاني بفشل القوات البريطانية باقتحام المدينة قام بإرسال قوة عسكرية أخرى بقيادة العميد جون نيكولسون، فما ان وصل العميد جون حتى أصبحت اعداد القوات البريطانية تقريبا 12 الف جندي بالإضافة إلى 22 مدفع، فقام اللواء ويلسون بتولي القيادة، وما ان اشرقت شمس الثامن من الشهر التاسع لعام 1857 حتى بدء قصف دلهي وقام اللواء ويلسون بتشكيل 4 فرق اقتحام تتكون الواحدة من 1000 جندي، بعد مرور 6 أيام على بداية القصف استطاعت قوات الاقتحام اقتحام المدينة فدارت حرب عصابات في شوارع دلهي استمرت 6 أيام أخرى.

## خسائر الطرفين
لقد كانت خسائر القوات البريطانية حوالي 4000 بين قتيل وجريح اما الهنود فكانت خسائرهم كبيرة بسبب المجازر التي قام بها البريطانيون ضد الابرياء العزل إضافة إلى مقتل قائد الثوار في المدينة باهادور شاه وأبناءه.

## نتائج المعركة
لقد كان الانتصار في دلهي خطوة ناجحة نحو القضاء على أحلام الهنود بإعادة إحياء الإمبراطورية المغولية في الهند.